# آغا الله آبادي
السيد آغا بن زين العابدين الله آبادي (1250 هـ - 1321 هـ) هو رجل دين وخطيب شيعي هندي. كانت دراسته بمدينة لكنهو الهنديَّة التي يكثر فيها تواجد الشيعة الإثني عشريَّة، وكان يسكن بمدينة الله آباد التي إليها نسبته فيُقال له الله آبادي.

## مؤلفاته
له بعض الكتب باللغة العربيَّة، ومنها:
| - أساس الايمان. - تقرير الليلتين. | - الحقيقة والخلافة. |

### كتب
- موسوعة مؤلفي الإمامية. مجمع الفكر الإسلامي، طبع قم - إيران، 1420 هـ، منشورات مجمع الفكر الإسلامي / معاونت آموزشي پژوهشي وزارت فرهنگ وارشاد إسلامي.

### إشارات مرجعية
1. ↑  
موسوعة مؤلفي الإمامية - ج1. ص. 82. مؤرشف من الأصل في 2019-12-08. {{استشهاد بكتاب}}: الوسيط |الأول= يفتقد |الأخير= (مساعدة)
2. ↑  
موسوعة مؤلفي الإمامية - ج1. ص. 83. مؤرشف من الأصل في 2019-12-08. {{استشهاد بكتاب}}: الوسيط |الأول= يفتقد |الأخير= (مساعدة)